# Воинские звания Антигуа и Барбуды
Воинские звания Антигуа и Барбуды — воинские звания, используемые в Королевских Вооружённых силах Антигуа и Барбуды.
Система воинских званий основывается, главным образом, на системе, принятой в Вооружённых силах Соединённого Королевства Великобритании и Северной Ирландии, однако имеет одно отличие: в Антигуа и Барбуде отсутствуют звания высшего офицерского состава и высшее звание старшего офицерского состава — бригадир. Это обусловлено тем, что в армии состоят всего 200 человек, и высшие звания для командования ими попросту не необходимы.

## Знаки различия по воинским званиям

### Рядовой и унтер-офицерский состав

#### Сухопутные войска
В Сухопутных войсках Антигуа и Барбуды рядовые не имеют никаких знаков различия. Знаки различия для младших унтер-офицеров (младшего капрала и капрала) и старших унтер-офицеров (штаб-сержанта и уорент-офицера 2-го класса) в точности повторяют знаки различия в Британской армии, за исключением уорент-офицера 1-го класса (его знак различия — герб Антигуа и Барбуды).
Знаки различия светло-зелёного цвета, контур — тёмно-зелёный. У младшего капрала знак различия состоит из одной нашивки в виде широкой галочки, у капрала — из двух, а у сержанта — из трёх. У штаб-сержанта знак различия повторяет сержантский, за исключением короны вверху. У уорент-офицера 2-го класса знак различия представляет собой корону.

#### Береговая охрана
В Береговой охране знаки различия для рядовых (старшего матроса), младших унтер-офицеров (старшины второй статьи) и старших унтер-офицеров (петти-офицеров, чиф-петти-офицеров, мастер чиф-петти-офицеров 2-го класса и мастер чиф-петти-офицеров 1-го класса) полностью совпадают с британскими.
Знаки различия располагаются на чёрном фоне, рисунок выполнен золотым цветом. У старшего матроса на знаке различия изображён якорь, у старшины второй статьи  к нему прибавляется верёвка. У петти-офицера это два перекрещенных якоря с верёвками, а также корона над ними. У чиф-петти-офицера рисунок представляет собой якорь с верёвкой, вокруг которого изображено кольцо, состоящее из такой же верёвки и лавровый венок, который венчает корона. У мастер чиф-петти-офицера 2-го класса изображена цветная (используются красный, зелёный и золотой цвета) корона и золотой лавровый венок. На знаке различия мастер чиф-петти-офицера 1-го класса изображён герб Антигуа и Барбуды и золотой лавровый венок вокруг него.
|                   |                       | Рядовые           | Младшие унтер-офицеры  | Младшие унтер-офицеры | Старшие унтер-офицеры     | Старшие унтер-офицеры                    | Старшие унтер-офицеры                    | Старшие унтер-офицеры         |
| ----------------- | --------------------- | ----------------- | ---------------------- | --------------------- | ------------------------- | ---------------------------------------- | ---------------------------------------- | ----------------------------- |
| Сухопутные войска | Знаки различия        | —                 |                        |                       |                           |                                          |                                          |                               |
| Сухопутные войска | Название на русском   | Рядовой           | Младший капрал         | Капрал                | Сержант                   | Штаб-сержант                             | Уорент-офицер 2-го класса                | Уорент-офицер 1 класса        |
| Сухопутные войска | Оригинальное название | англ. Private     | англ. Lance corporal   | англ. Corporal        | англ. Sergeant            | англ. Staff Sergeant                     | англ. Warrant officer class 2            | англ. Warrant officer class 1 |
| Береговая охрана  | Знаки различия        |                   |                        |                       |                           |                                          |                                          |                               |
| Береговая охрана  | Звание на русском     | Старший матрос    | Старшина второй статьи | Петти-офицер          | Чиф-петти-офицер          | Мастер чиф-петти-офицер 2-го класса      | Мастер чиф-петти-офицер 1-го класса      |                               |
| Береговая охрана  | Оригинальное звание   | англ. Able seaman | англ. Leading seaman   | англ. Petty officer   | англ. Chief petty officer | англ. Master chief petty officer class 2 | англ. Master chief petty officer class 1 |                               |

### Офицерский состав

#### Сухопутные войска
В Сухопутных войсках у младших офицеров (вторых лейтенантов, первых лейтенантов и капитанов) и старших офицеров (майоров, лейтенант-полковников и полковников) знаки различия совпадают с британскими, за исключением того, что у британских погонов чуть более тёмный цвет фона и звёзды на погонах золотые (в антигуанских погонах они состоят из трёх цветов: золотого, зелёного и красного), а также надписи «ABDF» внизу. У курсантов знаков различия нет.
Знаки различия располагаются на бежевом (светло-коричневом) фоне, внизу надпись «ABDF», выполненная золотым цветом. У второго лейтенанта на знаке различия изображена одна четырёхконечная звезда с зелёным и красным кольцами внутри. У первого лейтенанта — две таких звезды, у капитана — три. У майора изображена корона, выполненная золотым и красным цветами. У лейтенант-полковника под короной изображена такая же звезда, как у младших офицеров, а у полковника — две таких звезды.

#### Береговая охрана
В Береговой охране у мичмана, младших офицеров (подлейтенанта, младшего лейтенанта и лейтенанта) и старших офицеров (лейтенанта-коммандера, коммандера и капитана) знаки различия полностью совпадают с теми, что применяются в Королевском военно-морском флоте Великобритании.
Знаки различия располагаются на чёрном фоне. У мичмана на нём ничего не изображено, у остальных — изображена петля золотого цвета. У младшего лейтенанта под ней располагается тонкая золотая линия, у лейтенанта — толстая. У лейтенанта-коммандера под петлёй находятся толстая (ниже) и тонкая (выше) линии, у коммандера — две толстых, а у капитана — три.
|                   |                       | Курсанты            | Младшие офицеры         | Младшие офицеры                 | Младшие офицеры  | Старшие офицеры            | Старшие офицеры          | Старшие офицеры |
| ----------------- | --------------------- | ------------------- | ----------------------- | ------------------------------- | ---------------- | -------------------------- | ------------------------ | --------------- |
| Сухопутные войска | Знаки различия        |                     |                         |                                 |                  |                            |                          |                 |
| Сухопутные войска | Звание на русском     | Курсант             | Второй лейтенант        | Первый лейтенант                | Капитан          | Майор                      | Лейтенант-полковник      | Полковник       |
| Сухопутные войска | Оригинальное звание   | англ. Officer cadet | англ. Second lieutenant | англ. First lieutenant          | англ. Captain    | англ. Major                | англ. Lieutenant colonel | англ. Colonel   |
| Береговая охрана  | Знаки различия        |                     |                         |                                 |                  |                            |                          |                 |
| Береговая охрана  | Звание на русском     | Мичман              | Подлейтенант            | Младший лейтенант               | Лейтенант        | Лейтенант-коммандер        | Коммандер                | Капитан         |
| Береговая охрана  | Оригинальное название | англ. Midshipman    | англ. Sub-lieutenant    | англ. Lieutenant (junior grade) | англ. Lieutenant | англ. Lieutenant commander | англ. Commander          | англ. Captain   |